# Хлудневский Карьер
Хлудневский Карьер — деревня в Думиничском районе Калужской области России. Входит в состав сельского поселения «Село Которь».

## География
Деревня находится на юге центральной части Калужской области, в зоне хвойно-широколиственных лесов, при автодороге 29Н-140, на расстоянии примерно 17 км (по прямой) к северо-западу от рабочего посёлка Думиничи, административного центра района. Абсолютная высота — 214 м над уровнем моря.

### Климат
Климат характеризуется как умеренно континентальный, с тёплым летом и умеренно морозной снежной зимой. Среднегодовая многолетняя температура воздуха составляет 4 — 4,6 °С. Средняя температура воздуха самого тёплого месяца (июля) — 18 °C (абсолютный максимум — 39 °C); самого холодного (января) — −10 — −8,9 °C (абсолютный минимум — −46 °C). Безморозный период длится в среднем 149 дней. Среднегодовое количество атмосферных осадков составляет 654 мм, из которых 441 мм выпадает в период с апреля по октябрь. Снежный покров держится в течение 130—145 дней.

### Часовой пояс
Деревня Хлудневский Карьер, как и вся Калужская область, находится в часовой зоне МСК (московское время). Смещение применяемого времени относительно UTC составляет +3:00.

## Население
| 2002 | 2010 | 2012 |
| ---- | ---- | ---- |
| 37   | ↘31  | ↗36  |

### Половой состав
По данным Всероссийской переписи населения 2010 года, в гендерной структуре населения мужчины составляли 58,1 %, женщины — соответственно 41,9 %.

### Национальный состав
Согласно результатам переписи 2002 года, в национальной структуре населения русские составляли 100 %.